# Associação Juventude de Viana
Associação Juventude de Viana és un equip d'hoquei patins de Viana do Castelo (Portugal) fundat l'any 1976. Actualment disputa la màxima categoria de la Lliga portuguesa d'hoquei patins masculina, on ha estat subcampió les temporades 2008/09 i 2009/10.